# Diego Fernández (conde)
Diego Fernández (fl. 1020-c. 1046), también conocido como el conde Diego de Oviedo,, fue miembro destacado del linaje de los Flaínez como hijo del conde Fernando Flaínez y de su esposa Elvira Peláez, hija del conde Pelayo Rodríguez, todos miembros de la más alta nobleza asturleonesa. Fue el padre de Jimena Díaz y tío de su esposo, el Cid. Era también primo segundo del rey Alfonso VI de León ya que ambos compartían como bisabuelo al magnate Fernando Bermúdez, conde de Cea.
Ostentó la dignidad condal desde muy joven y aparece por primera vez en la documentación el 26 de febrero de 1020 en la abadía de Santa María de Benevívere cuando sus padres, los condes Fernando Flaínez y Elvira, fundaron el monasterio de Pereda. Sus hijos confirman la dotación fundacional del monasterio en este orden: Flaino Fernandiz, Oueco Fernandiz, Petro Fernandiz, Pelagio Fernandiz, Munio Fernandiz y Diego Fernandiz, lo cual sugiere que Diego era el menor de los hijos varones. En este documento también se confirma la filiación de su padre quien menciona a su abuelo Fernando Bermúdez y a su padre Flaín Muñoz. 

## Matrimonios y descendencia
El conde Diego Fernández contrajo dos matrimonios. Las hijas documentadas del primer matrimonio con Elvira Ovéquiz, hija del conde Oveco Sánchez y la condesa Elo, fueron: 
- Onneca Mayor Díaz quien casó con Gundemaro Iohannes (Ibáñez);[9][8]
- Aurovita Díaz, casada con Munio Godestéiz.[b][c]

De su segundo matrimonio con una dama, posiblemente llamada Cristina, hija del conde Fernando Gundemáriz y nieta del conde Gundemaro Pinióliz, nacieron:
- Rodrigo Díaz, conde en Asturias (España).[8] Según el registro del monasterio de Corias en Asturias, pudo haber casado con una Gontroda, padres de Sancha y de Mayor Rodríguez.[11]
- Fernando Díaz,[8][12] conde en Asturias al fallecimiento de su hermano. Casó en primeras nupcias con Godo González Salvadórez,[d] hija de Gonzalo Salvadórez y Elvira Díaz, sin sucesión de dicho matrimonio. Contrajo segundo matrimonio entre 1090 y 1095 con Enderquina Muñoz, hija del conde Munio González y la condesa Mayor Muñoz,[e] con dilatada sucesión.
- Jimena Díaz, esposa de Rodrigo Díaz de Vivar.[15][8]